# 蒙特瓦西山
10°00′40″S 76°22′03″W / 10.01111°S 76.36750°W
蒙特瓦西山（Munti Wasi），是秘魯的山峰，位於該國中部瓦努科大區，由聖弗蘭西斯科德凱蘭區和聖佩德羅德喬蘭區負責管轄，屬於安地斯山脈的一部分，海拔高度4,125米。